# Aigny
Aigny é um pequeno município do departamento de Marne, na região de Grande Leste, no norte da França.

## Geografia
Esse município se encontra rodeado por Isse ao norte, Les Grandes-Loges ao nordeste, Vraux ao leste, Matougues ao sudeste, Aulnay-sur-Marne e Jâlons ao sul, Cherville ao sudoeste,  Condé-sur-Marne ao oeste e Ambonnay ao noroeste.